# Sophie (serie televisiva 2004)
Sophie (Typisch Sophie) è una serie televisiva tedesca creata da Brigitte Müller e prodotta dal 2004 al 2006 da Allmedia Pictures GmbH e Constantin Film Produktion. Protagonista della serie, nel ruolo di Sophie Andersen, è l'attrice Sophie Schütt; altri interpreti principali sono Bernhard Schir, Jochen Horst, Doris Kunstmann e Sophie Karbjinski.
La serie si compone di due stagioni, per un totale di 18 episodi (8 per la prima stagione e 10 per la seconda), della durata di 45 minuti ciascuno. In Germania, la serie è stata trasmessa in prima visione dall'emittente televisiva Sat.1: il primo episodio, intitolato Neue Chance, fu trasmesso in prima visione l'11 dicembre 2004; l'ultimo, intitolato Verrückte Gefühle, fu trasmesso in prima visione il 15 maggio 2006.
In Italia, la serie è stata trasmessa in pay per view da Mya dal 14 aprile 2008 e in chiaro da Canale 5 dall'11 giugno al 13 agosto 2011.

## Trama
Berlino: Sophie Andersen è una madre single che vive con la figlia Anna e sua madre Gudrun. Dopo essersi "arrangiata" con lavori da secretaria, un giorno si presenta per un posto da praticante presso lo studio dell'avvocato Roman Lehnhard.
Nello studio, lavora anche il detective Jo Hennecke: sia lui che Roman si innamoreranno di Sophie.

## Episodi
| Stagione         | Puntate | Prima TV Germania | Prima TV Italia |
| ---------------- | ------- | ----------------- | --------------- |
| Prima stagione   | 8       | 2004              | 2011            |
| Seconda stagione | 10      | 2006              | 2011            |